# Калачики лісові
Калачики лісові, мальва лісова, мальва звичайна, зензівер (лат. Malva sylvestris L., Malva grossheimii Schischk.) — Одно-, або дво- дуже рідко багаторічна трав'яниста рослина, з роду мальва, родини мальвових.

## Морфологія

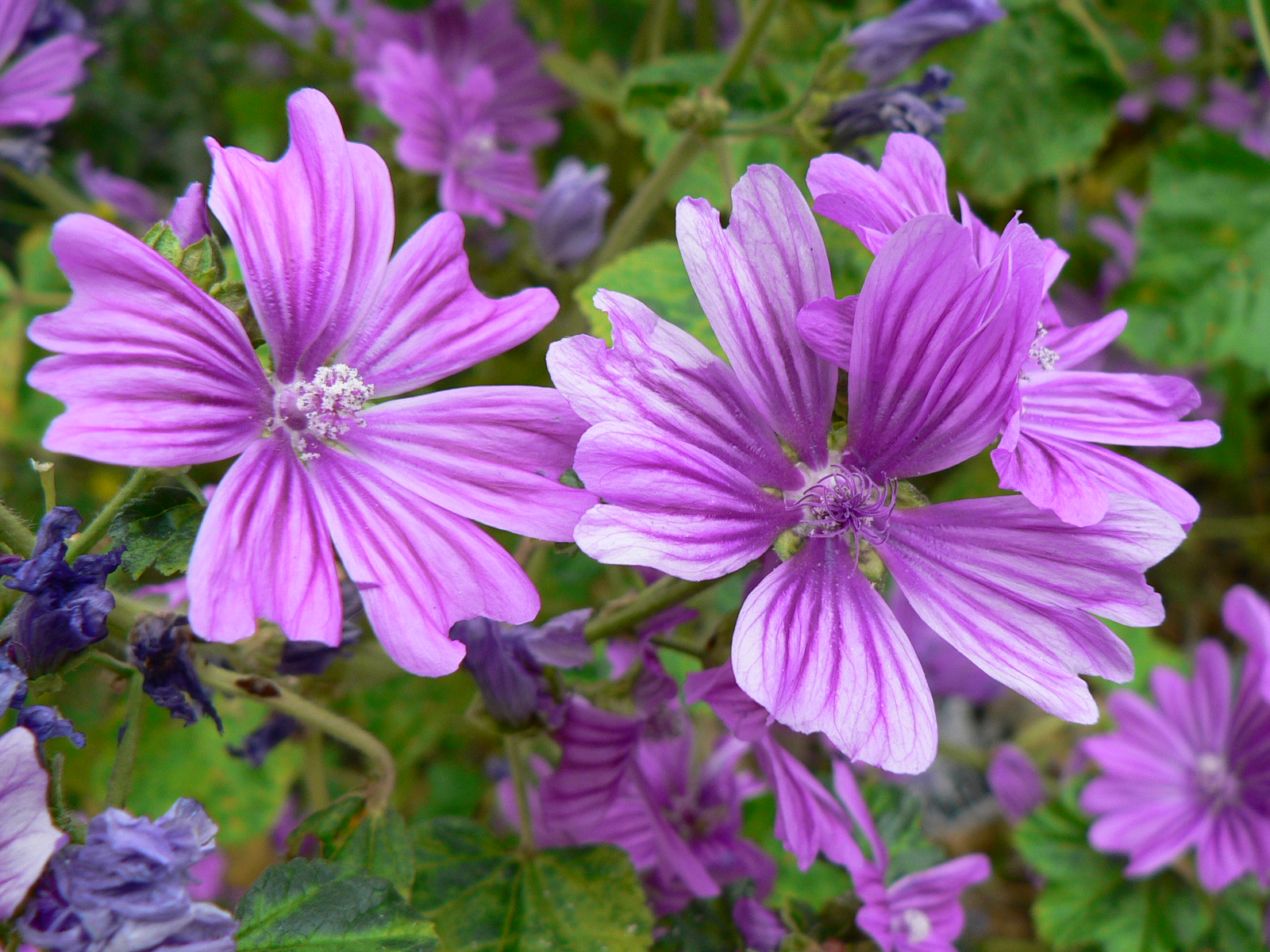
Калачики лісові (Malva sylvestris)

Стебло прямостояче або висхідне, 30-100 (120) см заввишки, галузисте, вкрите жорсткими відстовбурченими волосками. Листки чергові, круглувато-серцеподібні, 5-7 лопатеві, зарубчасто-зубчасті, м'яковолосисті, на довгих черешках, вкритих відстовбурченими жорсткими волосками. Квітки 30-40 мм у діаметрі, правильні, двостатеві, на довгих квітконіжках, по 2-5 у пазухах листків; віночок з 5 оберненнояйцеподібних, угорі — глибоковиїмчастих, ясно-рожевих, з малиново-червоними жилками пелюсток, у 3-4 рази довших за чашечку. Плід — з численних, розміщених кільцем плодиків-сім'янок. Цвіте з липня до вересня.

## Поширення
Калачики лісові трапляються в світлих лісах, серед чагарників, біля доріг, на полях, городах, засмічених місцях по всій території України, але частіше в лісових районах та на півночі Лісостепу.

## Хімічний склад

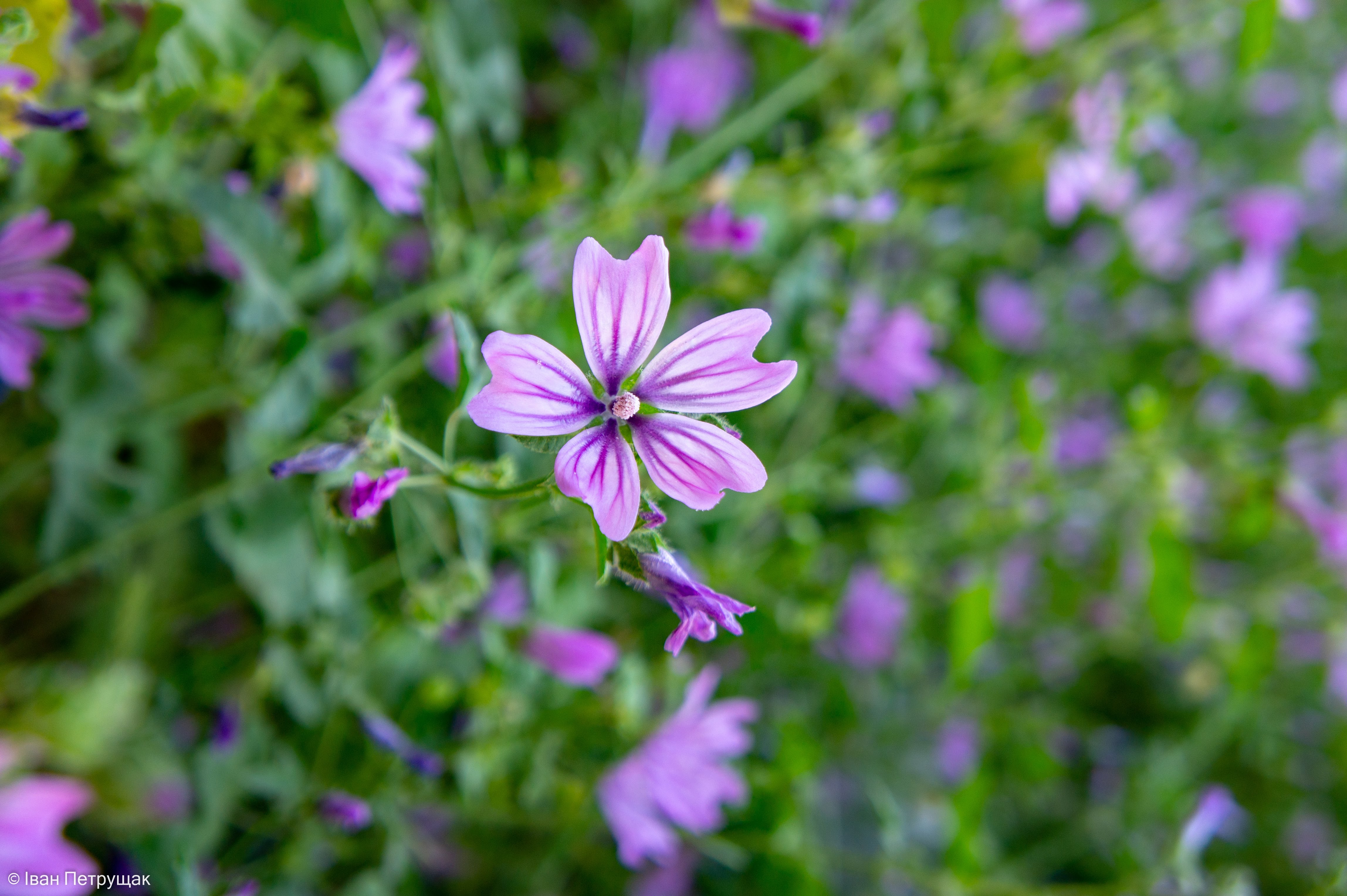
мальва лісова на півострові Афон

Надземна частина рослини містить слизові й дубильні речовини, цукри, каротин, та вітамін C. У квітках, крім цього, є барвні речовини (мальвін, мальвідин).

## Фармакологічні властивості і використання
Калачики лісові виявляють пом'якшувальну, відхаркувальну, обволікальну, заспокійливу та болетамувальну дію. Слиз має велику адсорбційну поверхню і діє антитоксично. Препарати калачиків лісових приймають всередину при захворюваннях дихальних шляхів (бронхіт, сухий нестримний кашель, охриплість тощо), при запальних процесах у шлунку і кишціу та при діареї. Для посилення терапевтичного ефекту квітки і листя калачиків лісових поєднують з квітками гречки звичайної, підбілу звичайного і маку дикого та з травою медунки лікарської. Зовнішньо у вигляді полоскань, обмивань, примочок і припарок калачики лісові використовують при гінгівітах, запальних станах верхніх дихальних шляхів, при ангіні й геморої та для лікування опіків, ран, виразок, різних форм дисгідрозів та інших захворюваннях шкіри. Часто калачики лісові використовують як замінник алтеї лікарської. До складу лікувально-профіликтичного раціону включають салати з молодого листя калачиків.

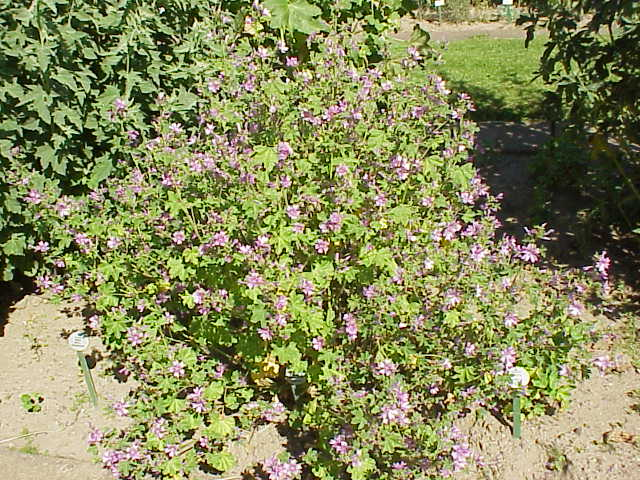
Мальва лісова

## Заготівля і зберігання

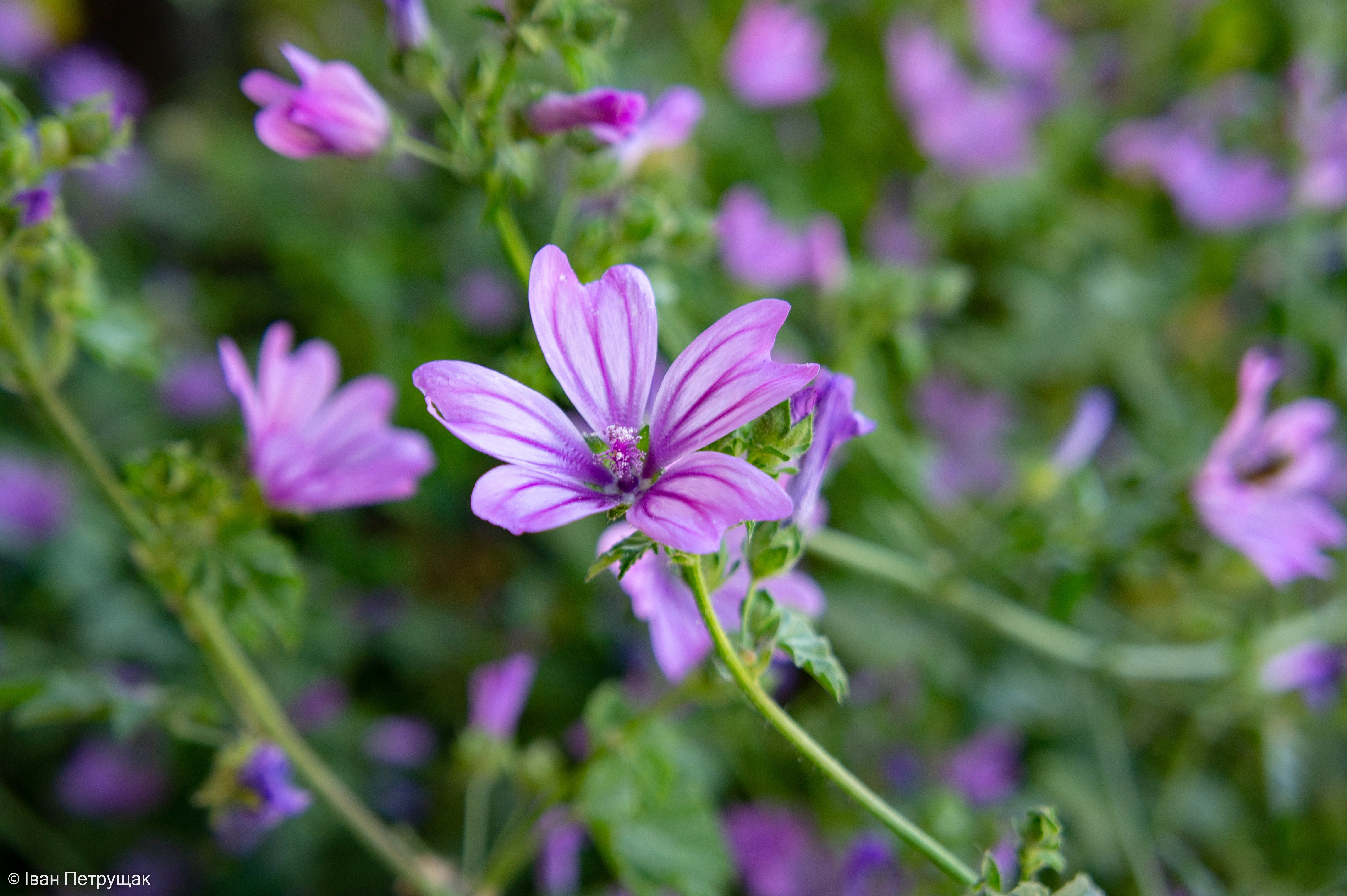
Мальва лісова — пів-о. Афон

Для виготовлення ліків використовують коріння, листя, квітки, або траву. Листя або всю надземну частину (траву) заготовляють під час цвітіння рослини. Листя обривають так, щоб залишки черешків не перевищували 2 см. Квітки обривають до розпукування, з чашечками, але без квітконіжок. Коріння копають восени. В перший день зібрану сировину пров'ялюють на сонці, а потім досушують під укриттям. Сухого листя виходить 16-17 %, квіток — 18 %, трави — 22 %. Зберігають сировину в сухому місці. Рослина неофіцинальна.

## Лікарські форми і застосування

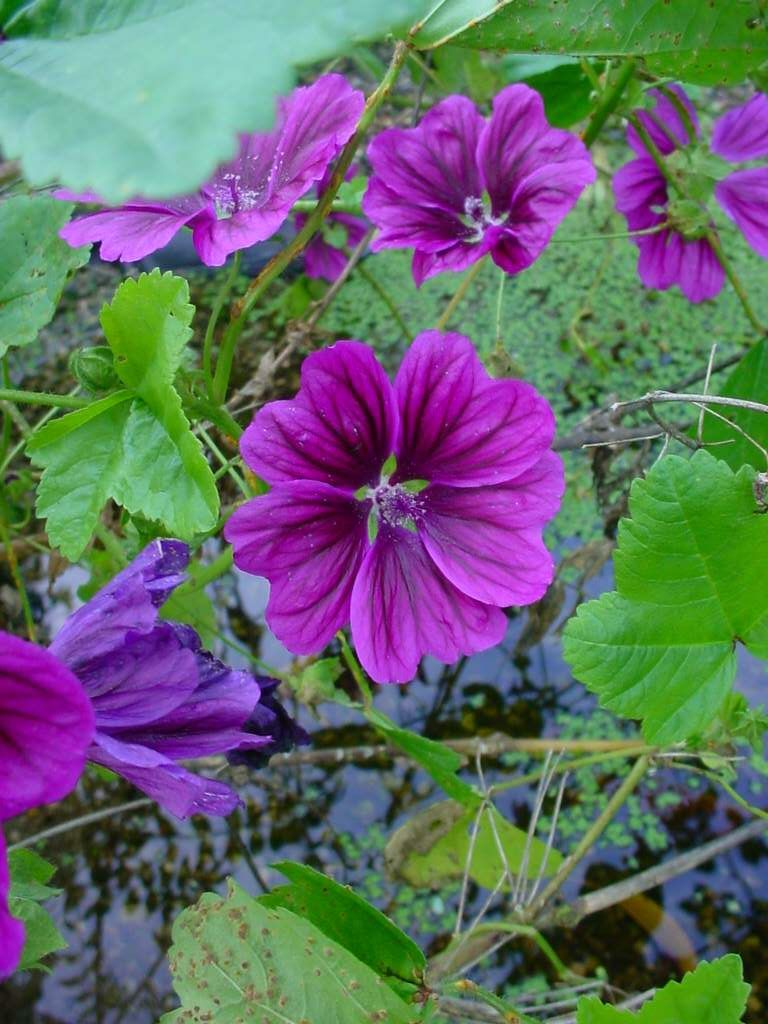
Калачики лісові (темноквітковий культивар)

Внутрішньо — настій квіток або листя (1 столова ложка сировини на 400 мл окропу, настоюють 1 годину) по пів склянки 3 рази на день до їди, підсолоджуючі медом; настій листя (2 чайні ложки сировини на 200 мл холодної кип'яченої води, настоюють 3-5 годин) п'ють ковтками по 1 склянці на день; напар суміші (порівну) квіток калачиків лісових, гречки звичайної, підбілу звичайного, маку дикого і трави медунки лікарської (50 г суміші на 1 л окропу, напарюють у термосі ніч) по 1 склянці 5 раз на день; салат — помите листя калачиків занурюють на 1 хвилину в окріп, подрібнюють, додають цибулі, хрону і солі, перемішують, заправляють вершками (на 100 г листя калачиків беруть 25 г ріпчастої цибулі, 25 г тертого хрону, 20 г вершків та сіль).
Зовнішньо — відвар суміші квіток і листя калачиків лісових (по 1 столовій ложці в 1 склянці води) для полоскання і примочок; настій суміші (порівну) квіток калачиків лісових алтеї лікарської, бузини чорної і дивини густоквіткової (1-2 чайні ложки суміші на 200 мл окропу) для полоскання і примочок; теплий залишок після проціджування настою квіток або листя калачиків прикладають до опіків 2-3 рази на день у вигляді припарок; настій пелюсток калачиків (2 пучки на 200 мл окропу настоюють 10 хвилин) використовують теплим для компресів при тріщині заднього проходу (Fissura ani); лосьйон — 2 столові ложки листя калачиків лісових настоюють на 300 мл холодної кип'яченої води 1 годину і використовують для компресів (примочок) при надмірній жирності шкіри обличчя; суміш трави калачиків лісових (200 г), трави полину звичайного, квіток ромашки лікарської, зерна вівса посівного (по 150 г) заливають 5 л окропу, настоюють протягом дня, ввечері кип'ятять і додають до ванни, яку приймають на ніч при збільшенні селезінки (тривалість процедури — 20-30 хвилин).